# تييري فان ورفيك
تييري فان ورفيك (بالفرنسية: Thierry Van Werveke)‏ هو ممثل لوكسمبورغي، ولد في 23 أكتوبر 1958 بجنيف في سويسرا، وتوفي في 12 يناير 2009 بلوكسمبورغ في لوكسمبورغ بسبب سرطان.

## وصلات خارجية
- تييري فان ورفيك على موقع IMDb (الإنجليزية)
- تييري فان ورفيك على موقع ألو سيني (الفرنسية)
- تييري فان ورفيك على موقع ميوزك برينز (الإنجليزية)
- تييري فان ورفيك على موقع أول موفي (الإنجليزية)
- تييري فان ورفيك على موقع قاعدة بيانات الأفلام السويدية (السويدية)
- تييري فان ورفيك على موقع ديسكوغز (الإنجليزية)
- تييري فان ورفيك على موقع قاعدة بيانات الفيلم (الإنجليزية)
- تييري فان ورفيك على موقع كينوبويسك (الروسية)